# Top End Wedding
Top End Wedding és una pel·lícula de  comèdia romàntica australiana del 2019 dirigida per Wayne Blair, protagonitzada per Miranda Tapsell i Gwilym Lee. Tapsell també va coescriure la pel·lícula i va exercir com a productor executiu.
La pel·lícula explica la història de Lauren, una advocada que planeja casar-se amb el seu promès a la seva ciutat natal, només per descobrir que la seva mare ha abandonat bruscament la família.

## Trama
El 1976, una jove Daphne "Daffy" Ford s'escapa d'un matrimoni concertat a la seva terra natal a les illes Tiwi. Mentre és perseguida pels seus familiars, fuig de l'illa en una llanxa ràpida.
En l'actualitat, la filla de Daffy, Lauren, treballa com a advocada a Adelaide i recentment ha estat promoguda. El seu xicot, Ned, li proposa una boda ràpida; sense dir-li que acaba de deixar la seva feina, també com a advocat. La cap addicta al treball de Lauren, la senyora Hampton, li dóna 10 dies lliures per al casament i la lluna de mel, una oferta que Lauren accepta. Decideixen organitzar ràpidament un casament a la ciutat natal de Lauren, Darwin.
Després d'arribar a Darwin, Lauren descobreix que la seva mare ha abandonat el seu pare, Trevor, i que no es troba enlloc. Lauren decideix que no pot casar-se sense la presència de la seva mare, i Ned la porta a un viatge per carretera per trobar-la. Mentrestant, Lauren truca a la senyora Hampton perquè vingui a Darwin i l'ajudi a planificar el casament en la seva absència.
Lauren i Ned segueixen els rastres deixats per Daffy, però la troben a faltar a cada pas. La Lauren explica a Ned que la seva mare sempre havia estat evasiva en parlar del seu passat i mai li ha ensenyat la llengua tiwi; Lauren expressa vergonya i angúnia en no saber res de la seva pròpia herència i cultura. Després de trobar-se amb la seva tia i parlar amb ella, Lauren s'adona que la seva mare ha tornat a les illes Tiwi.
Mentre la senyora Hampton planeja el casament amb els amics de Lauren, parla amb Trevor, que està deprimit des que Daffy l'ha deixat. Ell parla del seu matrimoni amb la Sra Hampton, i ella al seu torn confia el seu antic compromís a un home molts anys abans. Després de la ruptura d'aquesta relació, s'ha centrat sobretot en la seva feina.
De camí cap a les illes Tiwi, Lauren descobreix que Ned havia deixat la seva feina sense dir-li-ho. Això porta a una discussió on tots dos afirmen que no s’escolten. Lauren cancel·la el casament i continua sola cap a les illes Tiwi.
Allà, Lauren coneix per primera vegada la seva família extensa i és rebuda amb calor. Troba la seva mare fora d'una església i és testimoni de la reunió i la reconciliació de Daffy amb els seus pares; Lauren, al seu torn, coneix els seus avis per primera vegada. Més tard, informa a Daffy del seu compromís, però té por que es penedirà del seu matrimoni tal com ho va fer la seva mare. Per contra, Daffy li diu que mai es va penedir del seu matrimoni, però que lamenta haver-se allunyat de la seva família. Ella li diu a Lauren que en Ned és un bon home i l'anima a casar-se amb ell. La Lauren truca a Ned mentre és a l'aeroport; inicialment ignora les seves trucades, però apareix la Sra Hampton i l'obliga a contestar el seu telèfon. Ell i Lauren es reconcilien i ella li diu que s'han de casar a les illes Tiwi. Ned convenç a la senyora Hampton perquè se salti un dia a la feina i vingui al casament, ja que està agraït pel seu suport continu a Lauren i Trevor.
Ned torna precipitadament a casa de Trevor i l'anima a venir al casament de la seva filla, malgrat el seu estat de desordre. Arribant tard al casament, els dos porten la llanxa ràpida (la mateixa on Daffy es va escapar molts anys abans) a les illes Tiwi. Lauren i Ned es retroben i estan feliçment casats davant la seva família i amics; Ned li diu a Lauren que té la intenció de fer un canvi de carrera i convertir-se en xef. Trevor i Daffy es reconcilien i afirmen el seu amor l'un per l'altre.

## Repartiment
- Miranda Tapsell com a Lauren
- Gwilym Lee com a Ned
- Kerry Fox com a Sra Hampton
- Shari Sebbens com a Ronelle
- Ursula Yovich com a Daphne "Daffy" Ford
  - Brooklyn Doomadgee com el jove Daffy
- Huw Higginson com Trevor Ford
  - Travis Jeffery com el jove Trevor Ford
- Rob Collins com el Pare Isaac
- Matt Crook com a Robbie
- Taylor Wiese com a Alex
- Tracy Mann com a Annie
- Tierney White com a recepcionista

## Producció
La banda sonora inclou la cançó de Yothu Yindi "Treaty", diverses cançons tradicionals de les illes Tiwi, "Down Under" de Colin Hay; i les cançons "Shade Away" i "Don't You Worry", escrites per Zaachariaha Fielding i Michael Ross, i interpretades per ells com el duo musical Electric Fields.

## Recepció
Top End Wedding va rebre l'aclamació de la crítica i va obtenir una puntuació d'aprovació del 90 % a Rotten Tomatoes basada en 39 ressenyes amb una valoració mitjana de 7/10. El consens dels crítics del lloc web diu: "Familiar en la forma, però engrescadora en la seva execució, Top End Wedding porta el públic a un viatge romàntic per carretera amb una visió atractiva."

### Reconeixements
| Premi              | Categoria                | Receptor(s)                                   | Resultat | Ref   |
| ------------------ | ------------------------ | --------------------------------------------- | -------- | ----- |
| Premis AACTA (9ns) | Millor pel·lícula        | Rosemary Blight, Kate Croser, Kylie Du Fresne | Nominat  | [ 4 ] |
| Premis AACTA (9ns) | Millor actriu            | Miranda Tapsell                               | Nominat  | [ 4 ] |
| Premis AACTA (9ns) | Millor actriu secundària | Ursula Yovich                                 | Nominat  | [ 4 ] |

## Sèrie seqüela
L'abril de 2024 es va anunciar una sèrie seqüela que debutarà a Prime Video, titulada Top End Bub, Miranda Tapsell i Gwilym Lee tornaran com a protagonistes. La sèrie de vuit parts està creada, produïda i escrita per Joshua Tyler i Tapsell i serà produïda per Goalpost Pictures. La sèrie es filmarà al Territori del Nord i Adelaida i estarà dirigida per Christiaan Van Vuurren i Shari Sebbens.